# 聖凡人伝
『聖凡人伝』（せいぼんじんでん）は、松本零士が『男おいどん』とほぼ同時期の、1971年8月19日号から1973年11月15日号にかけて『週刊漫画ゴラク』（日本文芸社）で全115回にわたって連載した日本の漫画作品。

## 概要
『元祖大四畳半大物語』に端を発す、いわゆる四畳半ものの路線である。首吊り自殺の名所のようになっていることから“首吊り荘”と呼ばれる古びたアパートに暮らす無職男・出戻 始と、隣のマンションの美人管理人・早名礼子を中心に、日々の騒動を軽妙な語り口で描く。
同じ四畳半下宿漫画の『男おいどん』が『少年マガジン』連載だったのに対し、大人の男性向け雑誌『漫画ゴラク』で連載された本作は、性描写が頻発する。作者は本作を「続いて続いて果てしがない物語」と書き、「この話には別にこれといった結末はないのです」と結んで、2年間に及んだ連載をオチもないまま通常回のように終わらせている。

## あらすじ
好きだった女性が嫁に行ってヤケになった出戻 始は、自殺場所を探して崖のある海辺にやってきた。そこで若い女性と、一組のカップルに出会う。自殺を考えている出戻に、死ぬのを思いとどまるよう話す3人。朽ちた貸しバンガローで4人は酒を飲み楽しく一夜を過ごすが、出戻が翌朝目を覚ますと、3人は崖から投身自殺を遂げていた。3通の遺書が現場に残され、死ぬに死ねなくなった出戻は東京に引き返すが、一週間も無断欠勤していた会社はクビになる。
やがて隣のマンション管理人の早名礼子が、近隣と日照問題で揉めて自分の部屋に居づらいという理由でアパートに出入りするようになり、隣の部屋ではセックスコンサルタントの小久保が騒がしくセックスに明け暮れて、出戻の無職の日常は騒々しくなる。

## 登場人物
出戻 始（でもどり はじめ）
本作の主人公で、無職、独身の成人男性。アパート荘という名のおんぼろアパート2階にある四畳半部屋に住み、いつも酒を飲んでいるチビでボサボサ頭の男。隣のマンション管理人 "早名さん"こと早名礼子に惚れているが、収入の大きな差で自分は釣り合いが取れないと考えている。肉食系と程遠いとぼけた外見だが、女性から迫られれば拒まず行為に及ぶほか、出戻と寝たゲスト女性が「三回したんです。正常位やオーラルセックスや……女上位」と話しているように、やる時は徹底的にやる。女性から押し切られる逆レイプ同然の性交でも、無抵抗で女性器に挿入してしまうほど流されやすく、そのせいもあって17歳の家出娘や、スケバンの姉を持つセーラー服の少女など、未成年者とのセックスも幾度か体験済。
早名さんのマンションから窓越しに酒と食料品を放り込まれているので、食生活では困窮していない。また、女性からの誘いで度々セックスに及んだり、早名さんとは性交は勿論のこと、日常的に（フェラチオで）精液を飲んでもらっており、無職の割に食欲と性欲は程ほどに満たされている。「背や足が短くても長いところもある」と早名さんが言うように、チビで痩せた外見に反して男性器は立派らしく、女性が大きな喘ぎ声を出すほどセックスが強い。性行為の最後に、射精する瞬間は無言で声を上げないという。首にロープがかかった状態で宙吊りになったり、海と川とで溺れて死にかけたが、3度とも早名さんの人工呼吸で蘇生した。
広告会社に勤務する社会人の兄・出戻年郎がおり、姉妹作品『出戻社員伝』には、兄の様子を見に来る設定で何度がゲスト出演している。
早名礼子（はやな れいこ）
首吊り荘（アパート荘）に隣接する大マンションの若い女性管理人で、登場人物たちから "早名さん"と呼ばれている。連載第15回目の『大マンションの女主人』から登場。胸元がV字に開いた黒のロングドレスを着用し、頻繁に首吊り荘に入り浸っている。マンションの他に複数の会社を持っていて、どんどんお金が増えるという。腹違いの姉妹や、昔の恋人が入れ替わり登場するが、いずれも人間的に難ありの曲者揃い。時折、無職の出戻に仕事を斡旋するように、面倒見の良い所がある。体重は51キロとのこと。
性に関するハードルが非常に低く、全裸になることも、自分の裸を他人に見られることも問題視しない上に、男に何度犯されても意に介する様子がない。強姦されている最中に中出しされ、それを知った出戻と小久保が軽いショックを受けるが、もともと日頃からセックスでは避妊していない。親しい異性は勿論のこと、過去に少々係わりがあった程度の知り合いでも簡単にセックスを許してしまう。出戻に好意を抱いていて、彼の恋心も分かっているが、自分は過去に色々あったため奥さんにはなれないと思っている。しかし裸の出張妻が出戻の部屋に来たことで嫉妬したり、彼の部屋から漏れる性交中の喘ぎ声を聞いて傷心旅行に出るなど、かなり強めの愛情を表わすエピソードが連載末期にある。
会社の面接に赴く出戻に、毎度合格祈願と称した“おまじない”を施し、出戻が酒を飲むと「私にも飲ませて」と彼にフェラチオを始めるように、口淫で射精させた男の精液を飲みたがる飲精趣味を持つ。松本作品に登場する黒衣の美女には珍しく、下痢の苦しみを経験している。
小久保
出戻の隣の部屋に入居して、セックスコンサルタントなる商売を始める腹の出た中年男。連載第19回目の『大コンサルタント小久保のおっさん』から登場し、「ワシはやる」の決め台詞で生徒の女性と行為に励む。EDで元気を失くした時に回復させるため、早名さんとのセックスはそれなりに重ねており、ED治療のフェラチオのみの時でも、口腔内で射精させてくれる優しい彼女にメロメロになっている。
セックス業で女生徒を集めるだけあって、短時間で女性をオーガズムに導き、官能の絶叫をあげさせる性技と性器の持ち主。性経験が豊富な早名さんですら、精力剤を数本飲んで最高潮の小久保に男根を挿入された時は大声を出している。でたらめな生き方に見えても、自分のせいで出戻の就職が失敗した時には、申し訳なく思うほど普通の良心は持っている常識人。暴力団組長とも戦友の元・陸軍兵で、暴力団事務所で輪姦されている早名さんを救ったことがある。
出戻の兄が主人公の姉妹作『出戻社員伝』では、独立してセックスコンサルタントの建物で開業している姿が描かれた。
大家のおばさん
連載第1回目から登場している、“首吊り荘”ことアパート荘の管理人。パーマのかかったモジャモジャ頭に太くて濃い眉毛と眼鏡がトレードマーク。連日のようにアパートに誰かが侵入しては首吊り自殺をして縁起が悪いため、出戻には家賃を無料にした上で住んでもらっている。アパートの門札も連載後半には首吊り荘に変わっている。玄関入ってすぐ正面の部屋に住んでいて、出戻たちの酒盛り宴会によく混ざって飲んでいる気の良いおばさん。最終回まで本名は出ない。
姉妹作『出戻社員伝』では、出戻の兄が暮らす別のアパートの大家となっている。
おでん屋の男
『スカウト大作戦』の回から登場する、マンション入り口前におでんの屋台を出している男。「酒 おでん」と書かれた暖簾を屋台に吊るしていて、出戻や早名の溜まり場になっている。連載が進むと台詞や出番も増え、屋台を引いてマンションの中まで入ってきたり、出戻に一晩屋台を貸し切りにしてやるなど気前の良いところも見せた。実家は2階建ての立派な一戸建てで、裸になって酌をしてくれる美しい妻がいる。大家のおばさん、小久保さんと並んで最終回までレギュラーとなるが、最後まで本名は出ない。
野田由美子（のだ ゆみこ）
早名礼子が登場する以前の初期ヒロイン。寝ぼけると夜泣きする癖があり、その人騒がせのためにどこにも居場所がない。初登場時は金髪のロングヘアだが、途中から黒髪のセミロングに変わった。出戻が酒を飲んでいると、そこに混ざって飲み始めては裸になるなど開放的な性格。恋人の男が首を吊った翌日、後を追うように首吊り自殺を遂げるという、初期レギュラーとしては呆気ない退場となった。

## 書誌情報
- 漫画ゴラクコミックス（日本文芸社）　全1巻（1973年初版発行）[19]
- 奇想天外文庫（奇想天外社）　全10巻（1977年初版発行）[19]
- 奇想天外コミックス（奇想天外社）全9巻（1978年初版発行）[20]
- サンコミックス（朝日ソノラマ）　全4巻（1984年初版発行）[20]
- 小学館文庫（小学館）　全6巻（1996年初版発行）[20]

## 関連作品
- 『出戻社員伝』：出戻始の兄・年郎が主人公の作品[21]。『週刊大衆』1974年1月3日号から3月28日号まで全13回連載[22]。
- 『四つの瞳』： 出戻は出戻り、早名礼子は羽山礼子と名が変わっているが、大家のおばさんと小久保と同じ顔の人物も登場する、本作のパラレルワールド的な読み切り作品。出戻りのアパートに隣接するのは大マンションではなく大型ラブホテルで、管理人室に住む礼子は出戻りと田舎の同級生の関係。オリジナル版と異なり、出戻りと礼子は学生時代から旧知の友人同士として関わるものの、気絶のふりを通す出戻りに、礼子の方から積極的にセックスに及ぶオリジナル同様の展開がある。1974年7月 『ビッグコミック』に掲載。